# ژوامه کولار
ژوامه کولار (انگلیسی: Jaume Cuéllar؛ زادهٔ ۲۳ اوت ۲۰۰۱) بازیکن فوتبال اهل اسپانیا است.
وی همچنین در تیم‌های ملی فوتبال Bolivia national under-17 football team و بولیوی بازی کرده‌است.